# Baicheng

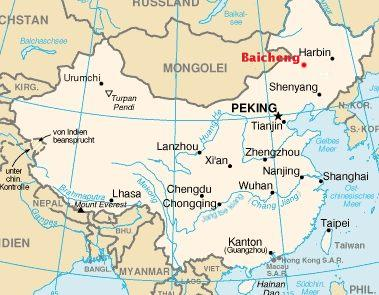
Lage Baichengs in China

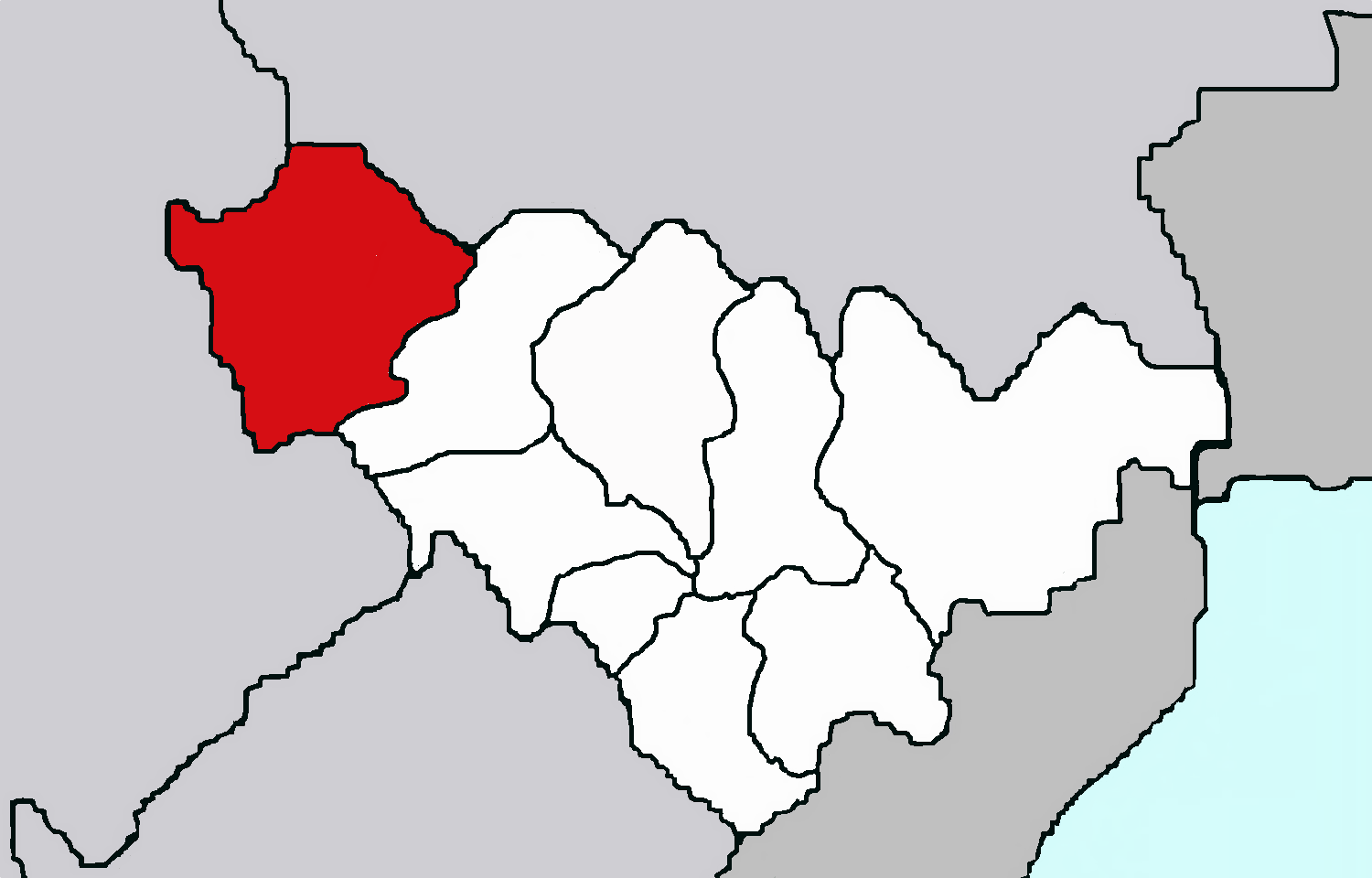
Lage Baichengs in Jilin

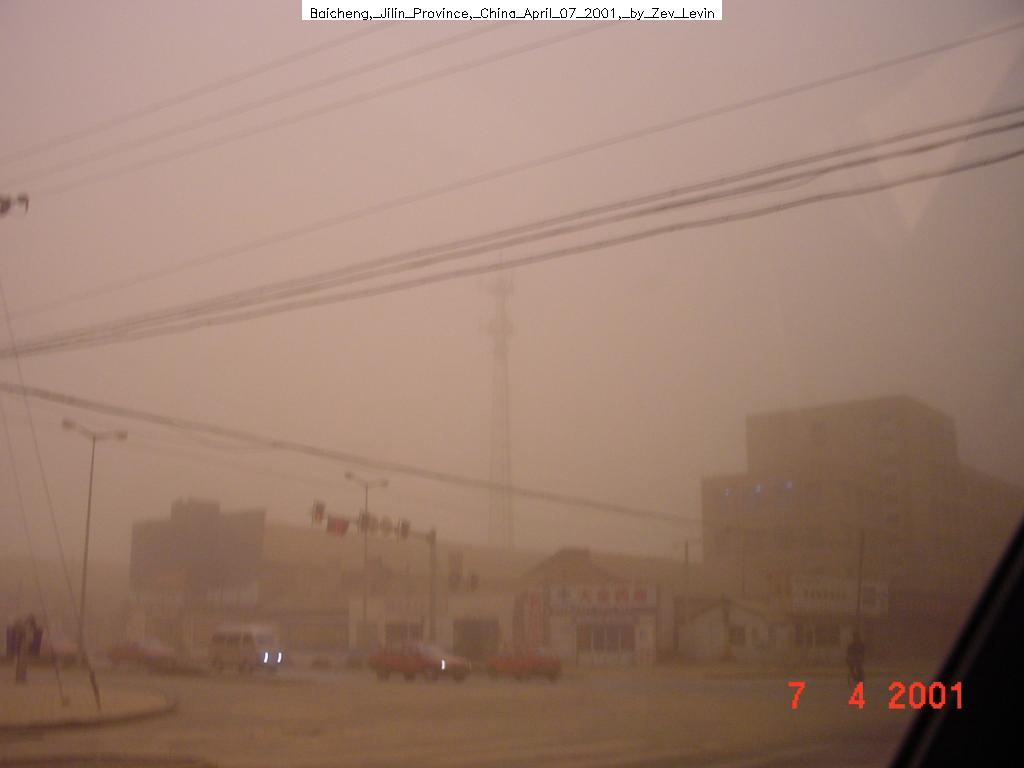
Sandsturm in Baicheng

Baicheng (chinesisch 白城, Pinyin bái chéng – „Weiße Stadt“) ist eine chinesische bezirksfreie Stadt im Nordosten der Provinz Jilin.

## Geographie
Baicheng liegt an der Grenze zum Autonomen Gebiet Innere Mongolei. Das Verwaltungsgebiet der Stadt hat eine Fläche von 25.692 km² und 1.551.378 Einwohner (Stand: Zensus 2020). In dem eigentlichen städtischen Siedlungsgebiet leben 359.492 Menschen (Stand: Zensus 2010).

### Administrative Gliederung
Auf Kreisebene setzt sich Baicheng aus einem Stadtbezirk, zwei Kreisen und zwei kreisfreien Städten zusammen. Diese sind (Stand: Ende 2018):
- Stadtbezirk Taobei (洮北区), 2.490 km², 517.434 Einwohner, Stadtzentrum und Sitz der Stadtregierung;
- Kreis Zhenlai (镇赉县), 4.726 km², 298.301 Einwohner, Hauptort: Großgemeinde Zhenlai (镇赉镇);
- Kreis Tongyu (通榆县), 8.464 km², 353.482 Einwohner, Hauptort: Großgemeinde Kaitong (开通镇);
- Stadt Taonan (洮南市), 5.103 km², 432.122 Einwohner;
- Stadt Da’an (大安市), 4.909 km², 431.017 Einwohner.

### Ethnische Zusammensetzung der Gesamtbevölkerung Baichengs (2000)
Beim Zensus 2000 wurden für das gesamte Verwaltungsgebiet Baichengs 2.025.891 Einwohner gezählt.
| Name des Volkes | Einwohner | Anteil  |
| --------------- | --------- | ------- |
| Han             | 1.908.841 | 94,22 % |
| Mongolen        | 71.597    | 3,53 %  |
| Manju           | 38.244    | 1,89 %  |
| Hui             | 4.704     | 0,23 %  |
| Koreaner        | 1.443     | 0,07 %  |
| Xibe            | 311       | 0,02 %  |
| Zhuang          | 131       | 0,01 %  |
| Miao            | 122       | 0,01 %  |
| Sonstige        | 498       | 0,02 %  |

## Geschichte
Baicheng wurde 1904 zur Kreisstadt ernannt, hieß da aber noch Jing'an. 1914 wurde die Stadt erst in Tao'an umbenannt, und dann 1950 wieder umbenannt in Baicheng, was im Chinesischen so viel wie „Weiße Stadt“ heißt. Der Name Baicheng stammt vom ursprünglichen mongolischen Namen der Stadt Qaganhôt, was ebenfalls „Weiße Stadt“ heißt. Baicheng gehörte zur Provinz Heilongjiang, bis 1954 die Provinzgrenzen neu geordnet wurde und die Stadt der Provinz Jilin zugeschrieben wurde.

## Wirtschaft
Heute ist Baicheng ein Zentrum der Textilindustrie, aber auch Leder- und Töpferwaren werden hier produziert. Die Landwirtschaft Baichengs produziert vor allem Sojabohnen und Ölpflanzen.

## Verkehr
Baicheng liegt an einer Kreuzung dreier Haupteisenbahnlinien der Volksrepublik. Die Eisenbahn verbindet Baicheng mit Qiqihar und anderen großen Städten in Nordostchina.

## Kultur
In Baicheng wurden bei archäologischen Ausgrabungen sehr alte Funde gefunden, die auf ca. 2000 v. Chr. datiert werden konnten.